# Alfredo Guttero
Alfredo Guttero, né le 26 mai 1882 à Buenos Aires et décédé le 1er décembre 1932 dans la même ville en Argentine, est un peintre moderniste argentin, connu pour ses paysages et ses scènes de genre.

## Biographie
Alfredo Guttero naît à Buenos Aires en 1882. Passionné de musique, il commence une carrière juridique en accord avec le souhait de sa famille, avant de s'orienter vers le métier de peintre, sous les encouragements des peintres Martín Malharro et Ernesto de la Cárcova. En 1904, il obtient une bourse du gouvernement argentin afin d'étudier en Europe. Il s'installe à Paris jusqu'en 1916, étudiant auprès du peintre Maurice Denis et exposant au Salon des artistes français. Il visite ensuite l'Europe de l'Ouest, effectuant notamment des voyages en Allemagne, en Italie, en Espagne et en Autriche, vivant dans les villes de Ségovie, Madrid et Gênes ou il termine son voyage par une grande exposition.
Il rentre en Argentine en 1927. Il devient le directeur de la branche artistique de l'International Association of Wagner Societies (en) et fonde une galerie ou il expose différents artistes locaux, comme Miguel Carlos Victorica (es) et Demetrio Urruchúa (es). 
En compagnie des artistes Raquel Forner, Alfredo Bigatti (es) et Pedro Domínguez Neira, il fonde l'école Cursos Libres de Arte Plástico. Il donne notamment des cours au jeune peintre Carlos Washington Aliseris (es). En 1931, il expose à la First Baltimore Pan American Exhibition of Contemporary Paintings à Baltimore aux Etats-Unis et obtient une médaille avec le tableau Anunciación, aujourd'hui visible au musée national des Beaux-Arts de Buenos Aires. 
Il meurt prématurément à Buenos Aires en 1932. Il est enterré au cimetière de la Chacarita.
Ces œuvres sont notamment visibles ou conservées au musée national des Beaux-Arts, au Museo de Artes Plásticas Eduardo Sívori (es) et au musée d'art latino-américain de Buenos Aires, au Museo Provincial de Bellas Artes Franklin Rawson (es) de San Juan et au Juan B. Castagnino Fine Arts Museum (en) de Rosario.

## Œuvres

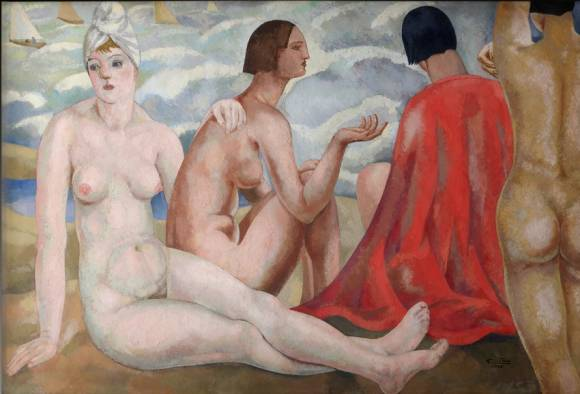
Playa, sans date, Museo Provincial de Bellas Artes Franklin Rawson (es)
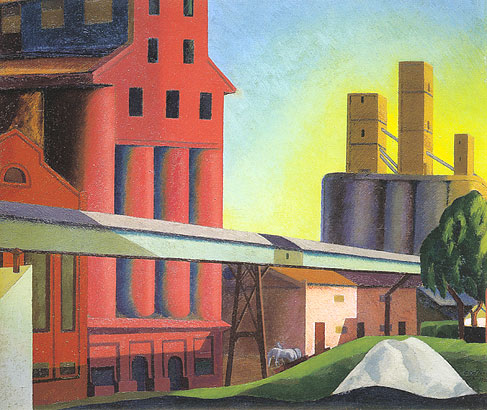
Elevadores de Granos en Rosario, sans date
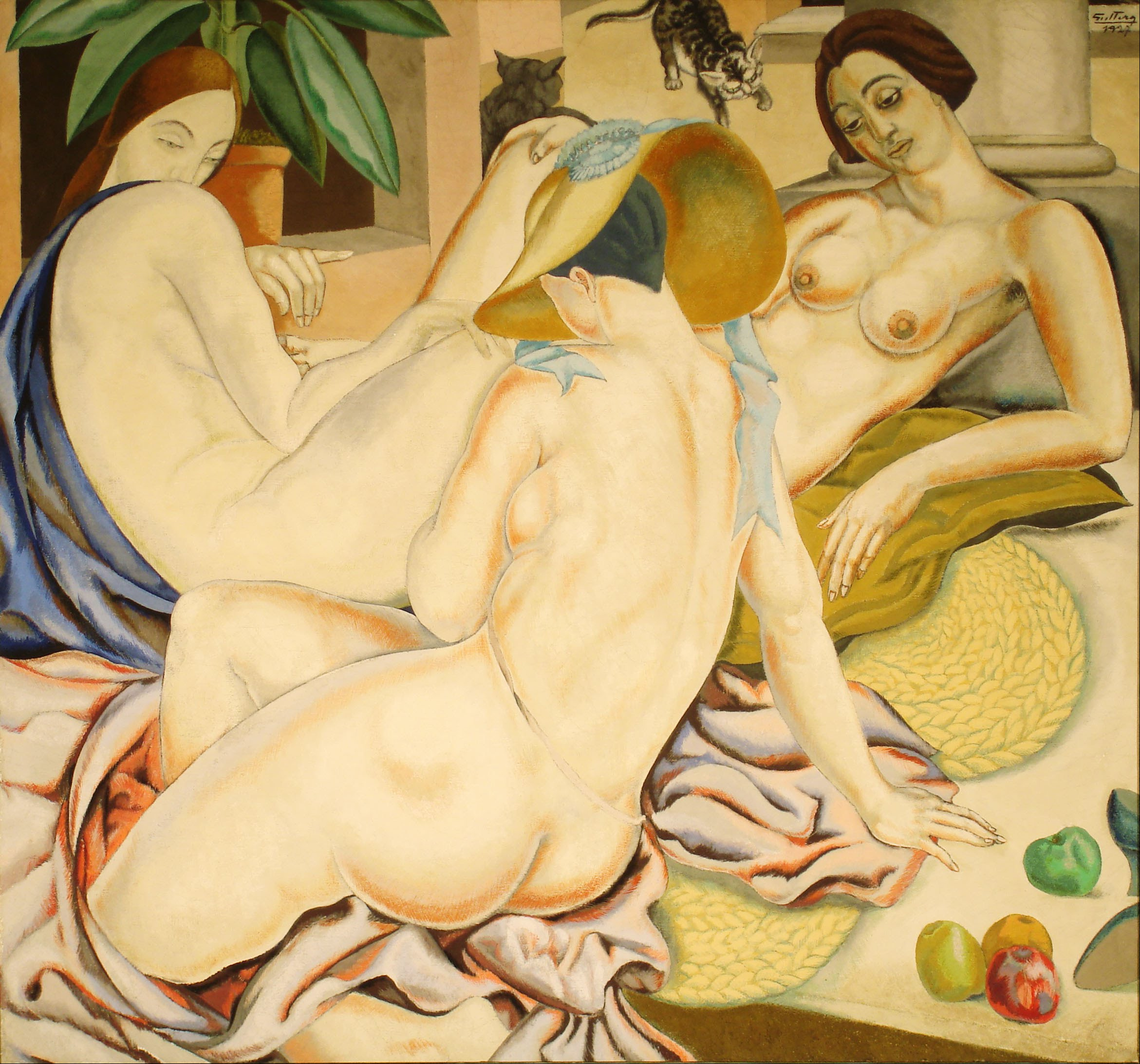
Mujeres indolentes, 1927, Musée national des Beaux-Arts de Buenos Aires
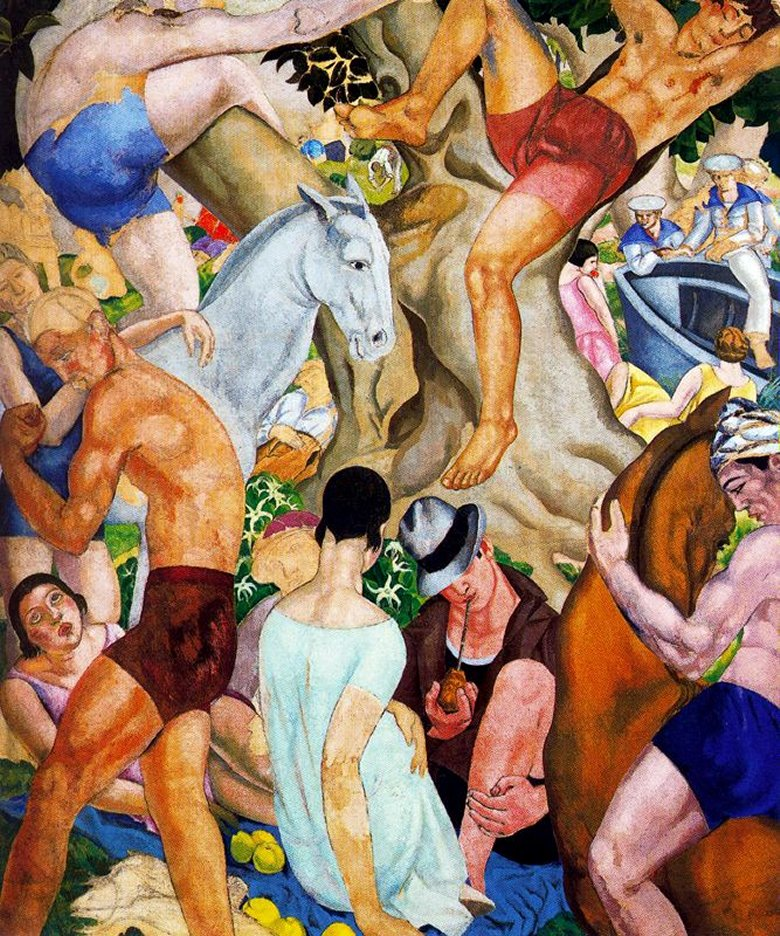
Composition, 1928
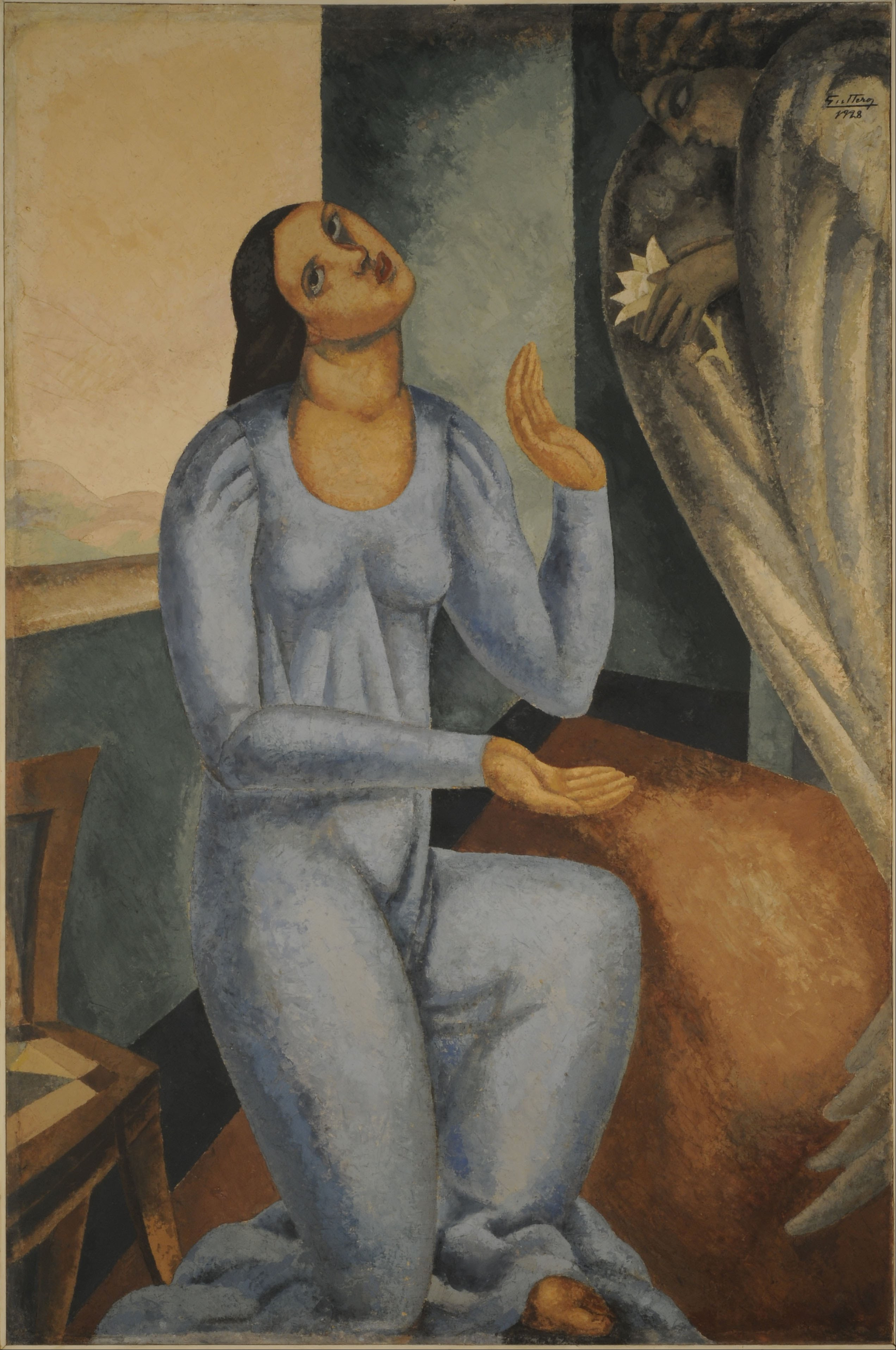
Anunciación, 1928, Musée national des Beaux-Arts de Buenos Aires
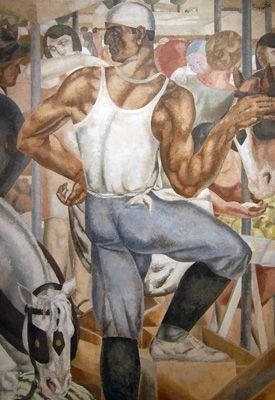
Mercado, 1929
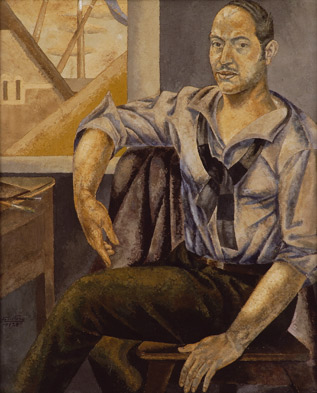
Retrato del pintor Miguel Carlos Victorica (es), 1929, Juan B. Castagnino Fine Arts Museum (en)
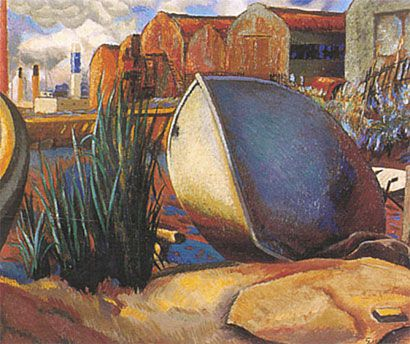
Barco en el Río, 1929
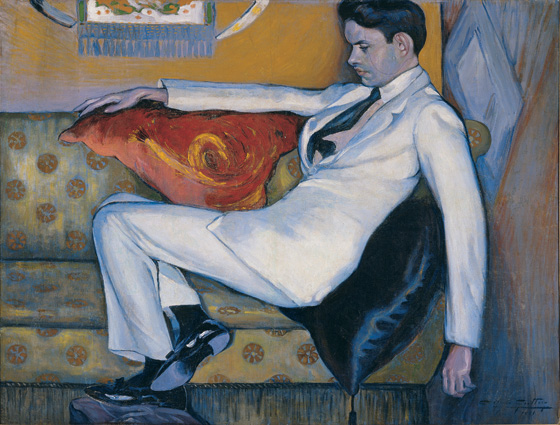
Retrato de Lucien Cavarry, sans date